# Subakova koželužna
Subakova koželužna byly koželužské dílny a továrny na výrobu kůží rodiny Subaků. Nachází se na východním konci třebíčské židovské čtvrti a místní části Zámostí. V Třebíči se výrobě kůží věnovalo mnoho židů již od roku 1649, v 19. století však bylo koželužnictví ovládnuto rodinou Subaků v čele s J. H. Subakem. Od roku 1871 směla firma nést císařský znak, dalším rokem zde začal pracovat parní stroj a v roce 1878 se firma zúčastnila Světové výstavy v Paříži.
V roce 2022 se v domě přímo sousedícím s bývalou koželužnou zřítily stropy.